# سفید کوچک کیه‌داغی
سفید کوچک کیه‌داغی یا سفید کوچک کروپری (نام علمی: Pieris krueperi) گونه‌ای پروانه است که در تیره کاهی‌بالان و سرده پروانه‌های سپیدباغی قرار دارد. پروانه سفید نوارسبز زیرگونه سفید کوچک کیه‌داغی است.

## ظاهر
- پهنای بال: ۴۴ تا ۵۵ میلی‌متر

## تغذیه
لارو این پروانه از قدومه تغذیه می‌کند.

## زیستگاه
منطقه بالکان، ایران، بلوچستان، کپه‌داغ و عمان.